# منتزعة الكبريت الحرمائية
منتزعة الكبريت الحرمائية (الاسم العلمي: Desulfovibrio hydrothermalis) هي نوع من البكتيريا، سلبية الغرام، تتبع جنس منتزعة الكبريت.